# Turkvision Song Contest
Il Turkvision Song Contest (in turco Türkvizyon Şarkı Yarışması) è una competizione canora organizzata dall'emittente musicale Türk Müzik Birliği Televizyonu in collaborazione con l'Organizzazione Internazionale per la Cultura Turca a partire dal 2013.
Basandosi sull'Eurovision Song Contest, il concorso si focalizza principalmente dei paesi facenti parte della comunità turcofona. A differirlo dal concorso europeo è la presenza, oltre che di nazioni indipendenti de facto, di regioni o nazioni federali soprattutto russe o transcaucasiche; tutto ciò dal momento che una delle regole fondamentali per accedere alla manifestazione è far parte dell'area turcofona, ossia in cui è possibile sentir parlare una lingua di origine turca.
Il format del concorso è diviso in una semifinale ed una finale. Nella semifinale competono tutte le nazioni e regioni partecipanti; il pubblico da casa, tramite televoto, decreta le dodici canzoni migliori, che passano in finale. Durante la finale il voto pubblico, insieme a quello alle giurie nazionali, decreta il vincitore.
Un'ulteriore differenza con l'Eurovision Song Contest, è che la nazione vincente non ospita l'edizione successiva, infatti la nazione ospitante è la stessa che annualmente viene designata come la Città della Cultura e delle Arti del Mondo turco.

## Partecipazioni

Le partecipazioni dal 2013 a oggi:
Ha partecipato almeno una volta
Non ha mai partecipato, ma potrebbe
Paesi/Regioni che hanno partecipato come parte di un altro stato ma mai in maniera indipendente
Paesi che avrebbero dovuto partecipare in passato ma che si sono ritirati

Ha partecipato almeno una volta
     Non ha mai partecipato, ma potrebbe
     Paesi/Regioni che hanno partecipato come parte di un altro stato ma mai in maniera indipendente
     Paesi che avrebbero dovuto partecipare in passato ma che si sono ritirati
| Anno | Paesi debuttanti |
| ---- | --- |
| 2013 | Azerbaigian – / Balcaria e Circassia – Baschiria – Bielorussia – Bosnia ed Erzegovina – Chakassia – Cipro del Nord – Crimea – Gagauzia – Georgia – Iraq – Kazakistan – Kemerovo – Kirghizistan – Kosovo – Macedonia – Repubblica dell'Altaj – Romania – Sacha-Jacuzia – Tatarstan – Turchia – Tuva – Ucraina – Uzbekistan |
| 2014 | Albania – Bulgaria – Germania – Iran – Oblast' di Mosca – Turkmenistan |
| 2015 | Serbia – Siria |
| 2020 | Moldavia – Nogai – Oblast' di Tjumen – Polonia - Turcomanni iracheni – Uiguri kazaki |

## Vincitori
| Anno | Vincitore           | Lingua              | Artista             | Canzone             | Data                | Luogo                                  | Città               |
| ---- | ------------------- | ------------------- | ------------------- | ------------------- | ------------------- | -------------------------------------- | ------------------- |
| 2013 | Azerbaigian         | Azero               | Farid Hasanov       | Yaşa                | 21 dicembre 2013    | Anadolu Üniversitesi BESYO Spor Salonu | Eskişehir           |
| 2014 | Kazakistan          | Kazako              | Zhanar Dugalova     | Izin korem          | 21 novembre 2014    | TatNeft Arena                          | Kazan'              |
| 2015 | Kirghizistan        | Kirghiso            | Jiidesh İdirisova   | Kim bilet           | 19 dicembre 2015    | Yahya Kemal Beyatli Cultural Centre    | Istanbul            |
| 2016 | Edizione cancellata | Edizione cancellata | Edizione cancellata | Edizione cancellata | Edizione cancellata | Edizione cancellata                    | Edizione cancellata |
| 2017 | Edizione cancellata | Edizione cancellata | Edizione cancellata | Edizione cancellata | Edizione cancellata | Edizione cancellata                    | Edizione cancellata |
| 2020 | Ucraina             | Gagauzo             | Natalie Papazoglu   | Tikenli yol         | 20 dicembre 2020    | -                                      | Istanbul            |
| 2021 | Edizione cancellata | Edizione cancellata | Edizione cancellata | Edizione cancellata | Edizione cancellata | Edizione cancellata                    | Edizione cancellata |
| 2022 | Edizione cancellata | Edizione cancellata | Edizione cancellata | Edizione cancellata | Edizione cancellata | Edizione cancellata                    | Edizione cancellata |

## Paesi ospitanti
| Partecipazioni | Paesi     | Città     | Luogo                                  | Anno |
| -------------- | --------- | --------- | -------------------------------------- | ---- |
| 3              | Turchia   | Eskişehir | Anadolu Üniversitesi BESYO Spor Salonu | 2013 |
| 3              | Turchia   | Istanbul  | Yahya Kemal Beyatli Cultural Centre    | 2015 |
| 3              | Turchia   | Istanbul  | -                                      | 2020 |
| 1              | Tatarstan | Kazan'    | TatNeft Arena                          | 2014 |

## Presentatori
Otto persone in tutto, fino al 2015, sono ricordate per essere state scelte come conduttori o conduttrici televisivi del Turkvision Song Contest.
Il numero dei conduttori televisivi varia sempre dai due ai tre per serata.
| Anno | Sede                  | Presentatore/i-Presentatrice/i               |
| ---- | --------------------- | -------------------------------------------- |
| 2013 | Eskişehir, Turchia    | Ece Vahapoğlu, Vatan Şaşmaz e Engin Hepileri |
| 2014 | Kazan', Tatarstan     | Artem Shalimov, Narmin Agaeva e Ranil Nuriov |
| 2015 | Istanbul, Turchia     | Vatan Şaşmaz e Oylum Talu                    |
| 2016 | Istanbul, Turchia     | Edizione cancellata                          |
| 2017 | Astana, Kazakistan    | Edizione cancellata                          |
| 2020 | Istanbul, Turchia     | Esra Balamir, Refik Sarıöz e Nermin Barıs    |
| 2021 | Turkistan, Kazakistan | Edizione cancellata                          |
| 2022 | Fergana, Uzbekistan   | Edizione cancellata                          |